# Galiano Pahor
Galiano Pahor (Pula, 17. listopada 1955. – Rijeka, 5. siječnja 2008.), bio je hrvatski kazališni, televizijski i filmski glumac.

## Životopis
Školovao se i usavršavao u glumačkoj školi "Istituto di studi per lo spettacolo" u Rimu. Godine 1976. postao je članom glumačkog ansambla Talijanske drame, a 1986. godine prelazi u ansambl Hrvatske drame. Nastupao je u mnogim kazališnim predstavama, filmovima i televizijskim serijama. Osim glumačkih, Galiano je posjedovao i pjevačke sposobnosti, bio je pjevač riječke grupe Public, a zauvijek ostati zapamćen po ulogama u mjuziklima "Jalta, Jalta" i "Karolina Riječka".
Preminuo je u riječkom KBC-u 5. siječnja 2008. godine. u 53-oj godini života nakon duge i teške bolesti, karcinoma želuca.

## Nagrade i priznanja
- 1985. Nagrada Kazališne zajednice Rijeka za najuspješnijeg glumca u 1984. godini.
- 2001. Odlukom Predsjednika Republike odlikovan je Redom hrvatskog pletera za osobit doprinos razvitku i ugledu Hrvatske i dobrobit njenih građana.
- 2006. Nagrada Hrvatskog glumišta za najbolju glavnu mušku ulogu u mjuziklu, za ulogu Griše - ruskog sobara u mjuziklu “Jalta Jalta”, u režiji Boyka Bogdanova.

## Filmografija

### Televizijske uloge
- "Kapelski kresovi" kao talijanski vojnik (1974.)
- "Olujne tišine" kao Ludwig Kohler (1997.)
- "Naši i vaši" kao Flavio (2001. – 2002.)
- "Novo doba" kao Cvitan (2002.)
- "Zlatni vrč" (2004.)
- "Kazalište u kući" kao Franjo Ocvirk (2007.)
- "Bitange i princeze" kao Blaž Prizmić (2007.)
- "Dora 2007. " kao natjecatelj (s Anjom Šovagović-Despot (2007.)

### Filmske uloge
- "Povratak" kao talijanski vojnik (1979.)
- "13. jul" kao talijanski kapetan (1982.)
- "Hey Babu Riba" kao šef policije (1986.)
- "Anđeo čuvar" kao šef policije (1987.)
- "Život sa stricem" kao doktor (1988.)
- "Captain America" kao general Pestalozzi (1990.)
- "Vježbanje života" (1991.)
- "Luka" kao direktor (1992.)
- "Sedma kronika" kao Don Mauro (1996.)
- "Rusko meso" kao šef mafije (1997.)
- "Transatlantic" kao talijanski imigrant (1998.)
- "Maršal" kao doktor (1999.)
- "Četverored" kao Volođa (1999.)
- "Policijske priče" (2001.)
- "Posljednja volja" kao Gale (2001.)
- "Serafin, svjetioničarev sin" kao Škrtić (2002.)
- "Konjanik" kao Alipaša Travnički (2003.)
- "Družba Isusova" kao provinicijalac (2004.)
- "Slučajna suputnica" (2004.)
- "Libertas" kao biskup (2006.)

### Kazališne uloge
- "Mala Floramye"
- "Pariški život"
- "Jalta Jalta" (1986.)
- "Čovjek iz Manche"
- "Poljubi me, Kato"
- "Karolina Riječka" (2003.)
- "Jalta, Jalta" (2006.)
- "Glembajevi" (2007.)
- "Kazimir i Karolina" (2007.)

### Sinkronizacija
- "Shrek" kao Lord Farquad (2006.)
- "Pobuna na farmi" kao Risto (2004.)

## Vanjske poveznice
- HNK Ivana pl. Zajca u Rijeci  Arhivirana inačica izvorne stranice od 9. lipnja 2007. (Wayback Machine)
- Intervju iz "Nacionala" s glumcem  Arhivirana inačica izvorne stranice od 17. rujna 2008. (Wayback Machine)